# Zulia Calatayud
Zulia Inés Calatayud Torres, kubanska atletinja, * 9. november 1979, Havana, Kuba.
Nastopila je na poletnih olimpijskih igrah v letih 2000, 2004 in 2008, dosegla je šesti in osmi mesti v teku na 800 m in štafeti 4x400 m. Na svetovnih prvenstvih je v teku na 800 m osvojila naslov prvakinje leta 2005, na panameriških igrah pa dva naslova prvakinje v štafeti 4x400 m ter srebrno in bronasto medaljo v teku na 800 m.